# 미카사노미야 다카히토 친왕
미카사노미야 다카히토 친왕(일본어: 三笠宮崇仁親王 미카사노미야 타카히토 신노[*], 1915년 12월 2일 ~ 2016년 10월 27일)은 일본의 황족이다. 신위(神位)는 친왕이며 《황실전범》에 따른 경칭은 "전하", 궁호는 1935년 생일날 치러진 성년식 때 나라시의 미카사 산에서 따 온 "미카사노미야", 칭호는 "스미노미야"이며 오시루시는 "삼나무"이다. 역대 일본 황족 중 가장 나이가 많았던 인물로, 다이쇼 천황과 데이메이 황후의 넷째 아들이자 상황 아키히토의 작은아버지이다. 생전의 황위 계승 순위로는 5번째에 해당했다.
일본 제국 육군에서 소좌까지 올라갔으며, 전역 후에는 귀족원의 의원을 지내고 대훈위 훈장을 받았다. 이후 도쿄 예술대학의 일본 특별 명예 객원 교수가 되었다.

## 생애
1915년(다이쇼 4년) 12월 2일 다이쇼 천황(大正天皇)과 데이메이 황후(貞明皇后) 사이에서 막내 아들(넷째)로 태어났다.
손윗형인 다카마쓰노미야 노부히토보다 열 살 아래이고, 맏형 쇼와 천황보다는 열네 살 아래이다. 세 형 모두 황태자의 아들로 태어나서 일찌감치 「황손어전」(皇孫御殿)에 맡겨져 양육되었는데, 다카히토 친왕은 손윗형보다도 열 살이나 차이가 나는 막내만큼은 부모 손으로 키우고 싶다는 천황 부부의 뜻이 관철되어 황궁에서 양육됐다.
가쿠슈인(学習院)에서 초등과(初等科) ・ 중등과(中等科)을 마치고, 1936년(쇼와 11년) 육군사관학교(陸軍士官学校)를 기병 48기로 졸업했다. 육사 재학 중에는 쓰지 마사노부(辻政信)가 자원해서 교육을 맡았으며, 쓰지와는 훗날 같은 지나파견군(支那派遣軍)으로 근무하게 된다. 또한 육군사관학교 재학 중이던 1935년(쇼와 10년) 성년식을 치르고 황형(皇兄)으로부터 궁호 "미카사노미야"(三笠宮)를 받았으며, 동시에 대훈위(大勲位) 훈장을 받았다. 나라시노의 일본 육군기병학교(陸軍騎兵学校)를 거쳐 사관후보생(士官候補生) 시대에 지정된 원대인 기병 제15연대에서 소대장(小隊長), 이어 일본 육군대학교(陸軍大学校)를 제55기로 졸업하고 소위로 임관했다.

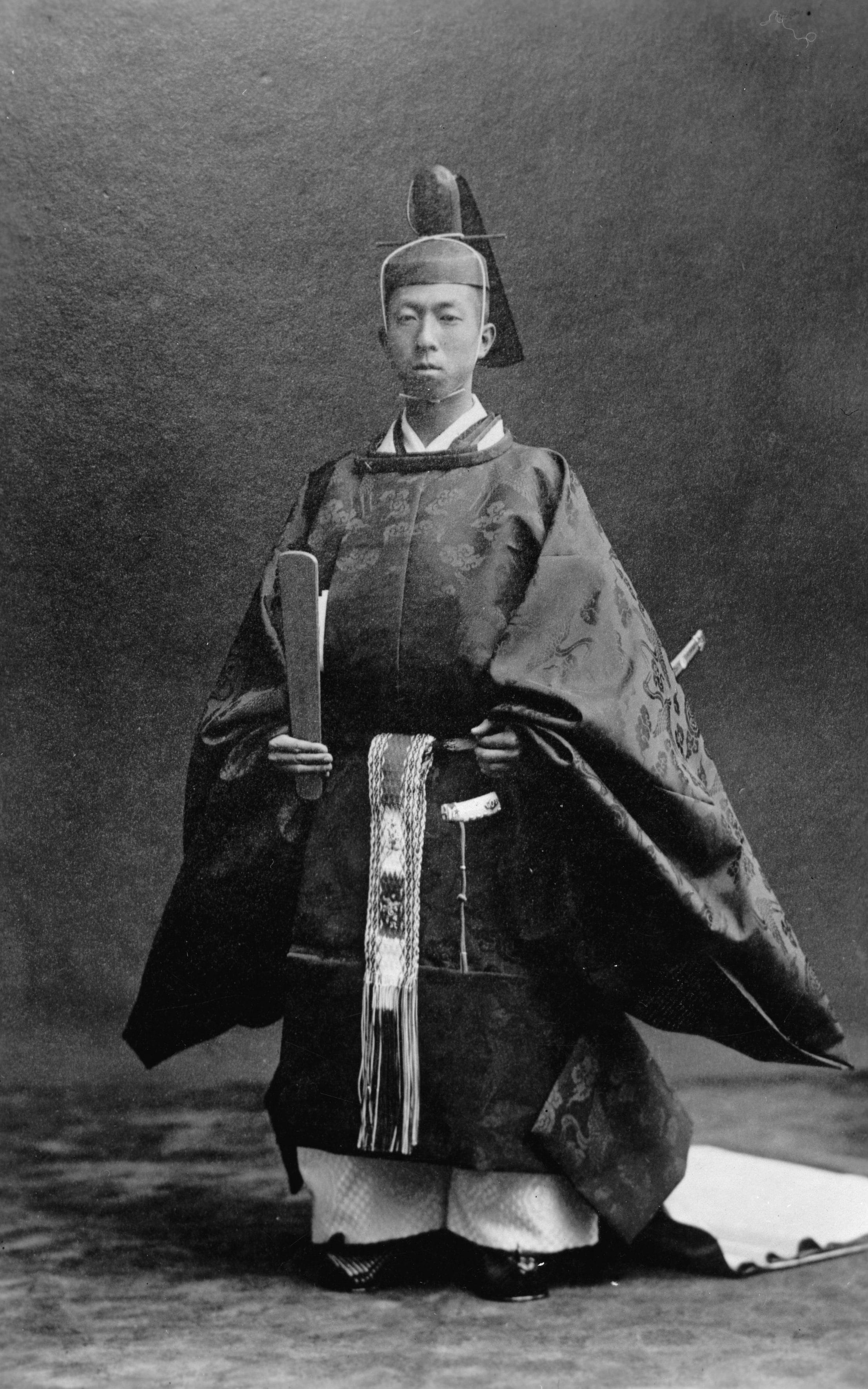
소쿠타이 차림의 미카사노미야 다카히토 친왕.

성년식을 치렀던 해인 1935년(쇼와 10년) 성인이 되는 동시에 일본 제국의회(帝国議会) 상원(上院)의 귀족원(貴族院) 의원이 되었다. 후술하는 대로 활동 실적은 별로 없었지만 1946년까지의 11년에 걸쳐 의원(귀족원 의원)직을 그대로 맡고 있었다. 옛 대일본제국헌법하에서 황태자와 황태손 이외의 황족 의원(남성)은 만 20세가 되는 동시에 자동적으로 귀족원 의원이 되었던 것이나, 성인 남성 황족은 원칙적으로 일본 제국 육군 또는 일본 제국 해군 군인이 되도록 되어 있었기 때문에 황족 의원이 의사(議事)에 참가하는 것은 드물었고, 때문에 활동 실적이 거의 없는 것도 황족 의원으로써는 일반적인 일이기도 했다.
1941년 10월 22일 다카기 마사나리(高木正得) 자작(子爵)의 둘째 딸 다카기 유리코(高木百合子)와 혼인하였으며, 고노에 야스코(近衞甯子, 야스코 내친왕), 도모히토 친왕(寛仁親王), 가쓰라노미야 요시히토 친왕(桂宮宜仁親王), 千容子(容子内親王), 다카마도노미야 노리히토 친왕(高円宮憲仁親王) 등 세 아들과 두 딸을 낳았다. 그러나 2002년 막내아들 다카마도노미야 노리히토를, 2012년에 장남 도모히토를, 2014년에는 차남 가쓰라노미야 요시히토를 잃는 바람에, 미카사노미야 내외는 살아 있을 때 아들 3명을 먼저 보내는 참척을 많이 겪었다.
2016년 10월 27일 8시 34분 성 루카 국제병원(聖路加国際病院)에서 훙거(薨去)하였다. 향년 만 100세.

### 군인으로써
1941년(쇼와 16년) 12월 8일, 일본이 미국을 기습 공격하여 태평양전쟁을 일으킨 뒤인 1943년 1월부터 1944년 1월까지, 일본 육군 대위로써 미카사노미야 다카히토 친왕은 코드네임 「와카스기」(若杉, 성은 지루시에서 따서 지은 것이다) 난징에 있던 지나 파견군(支那派遣軍) 총사령부에서 근무했다. 미카사노미야 다카히토 친왕은 「일본군은 중화민국과의 전쟁이 장기화되면서 전황이 교착 상태에 접어들고 군기가 문란해진 자들이 일부 발생하는 점을 깊이 반성해야 한다」(日本軍は中華民国との戦争が長引き戦闘が泥沼状態になっており、軍紀が乱れている者が一部いる事を深く反省すべきである)고 하타 슌로쿠(畑俊六) 총사령관에게 말하여 그 자신이 대중국 정책의 브레이크 역할을 맡았다.
총사령부는 미카사노미야 다카히토 친왕의 부임에 즈음해 부대 내에 통달을 내렸고, 근무중의 업대 및 식당에서의 식사 때의 예우에 대해 주지시켰다. 「와카스기」의 정체는 일본 육군성(陸軍省) 상층부에서 비밀로 숨겼기 때문에 부내에는 꽤 후기까지 「와카스기」가 미카사노미야 다카히토 친왕 자신이라는 것을 모르는 자가 많았다. 지나파견군 근무 중에는 중국어 전문가였던 통역 기무라 다쓰오(木村辰男)로부터 중국어와 중국의 현지 사정에 대해서 배우기도 하였다. 또한 중국 공산당(中国共産党)의 팔로군(八路軍)에 대해서도 흥미를 가지고 있었는데, 이때의 경험이 훗날 친왕 자신의 오리엔트 고고학에 대한 관심에 영향을 주었다. 그 뒤 대본영 참모(大本営参謀)로 전출되어 귀국하게 된다.
일본 귀국 이후, 전쟁 종결을 위해 동료 쓰노다 도모시게(津野田知重) 육군 소위 등과 도조 내각의 타도를 꾀한 쿠데타가 수립되었으나, 쓰노다 등이 도조 히데키(東條英機) 수상을 암살하고 수백 명의 주전파를 숙청한다는 계획의 강경함으로 인해, 다카히토 친왕은 헌병대에 자수하였다. 쓰노다 등은 체포되었고, 쿠데타 계획은 미수에 그쳤다. 쿠데타가 성공했을 경우 지나파견군 총사령관직으로 취임할 예정이었다고도 한다(쓰노다 사건).
미카사노미야 다카히토 친왕 자신이 사건에 관여하였다는 것은 불문에 부쳐졌지만, 1944년(쇼와 19년) 9월 친왕 자신의 소원으로 육군기갑본부(陸軍機甲本部) 쪽으로 좌천되었다. 쓰노다를 비롯한 다른 장교들도 가벼운 처벌에 그쳤다. 이러한 경위가 있었기 때문인지 1945년 4월에 맏형인 쇼와 천황(昭和天皇)이 대면을 요구했을 때 「『무슨 말을 하려는 것인가』 천황이 불안하다」(『何を言うつもりなのかな』と天皇が不安がった)고 말했다고 한다.
1945년 8월 12일에 황족 회의가 소집되어 쇼와 천황이 종전의 결의를 말하자 미카사노미야 다카히토 친왕은 이에 대해 「충실히 실행했으면 합니다」(忠実に実行したい)라고 말하였다. 8월 13일에 육군대신(陸軍大臣) 아나미 고레치카(阿南惟幾)가 「쇼와 천황을 설득해서 철저항전으로 생각을 바꾸도록 해야 한다」(昭和天皇に徹底抗戦に翻心させよう)고 미카사노미야 다카히토 친왕에게 쇼와 천황을 설득해달라고 하자 「육군은 폐하의 용단을 거스르려 하고 있다」(陸軍は陛下の大御心に反する)고 거절하며 아나미를 꾸짖었다.
패전 뒤 계급은 육군소좌(陸軍少佐) ・ 항공총군참모(航空総軍参謀)였다.

### 패전 뒤

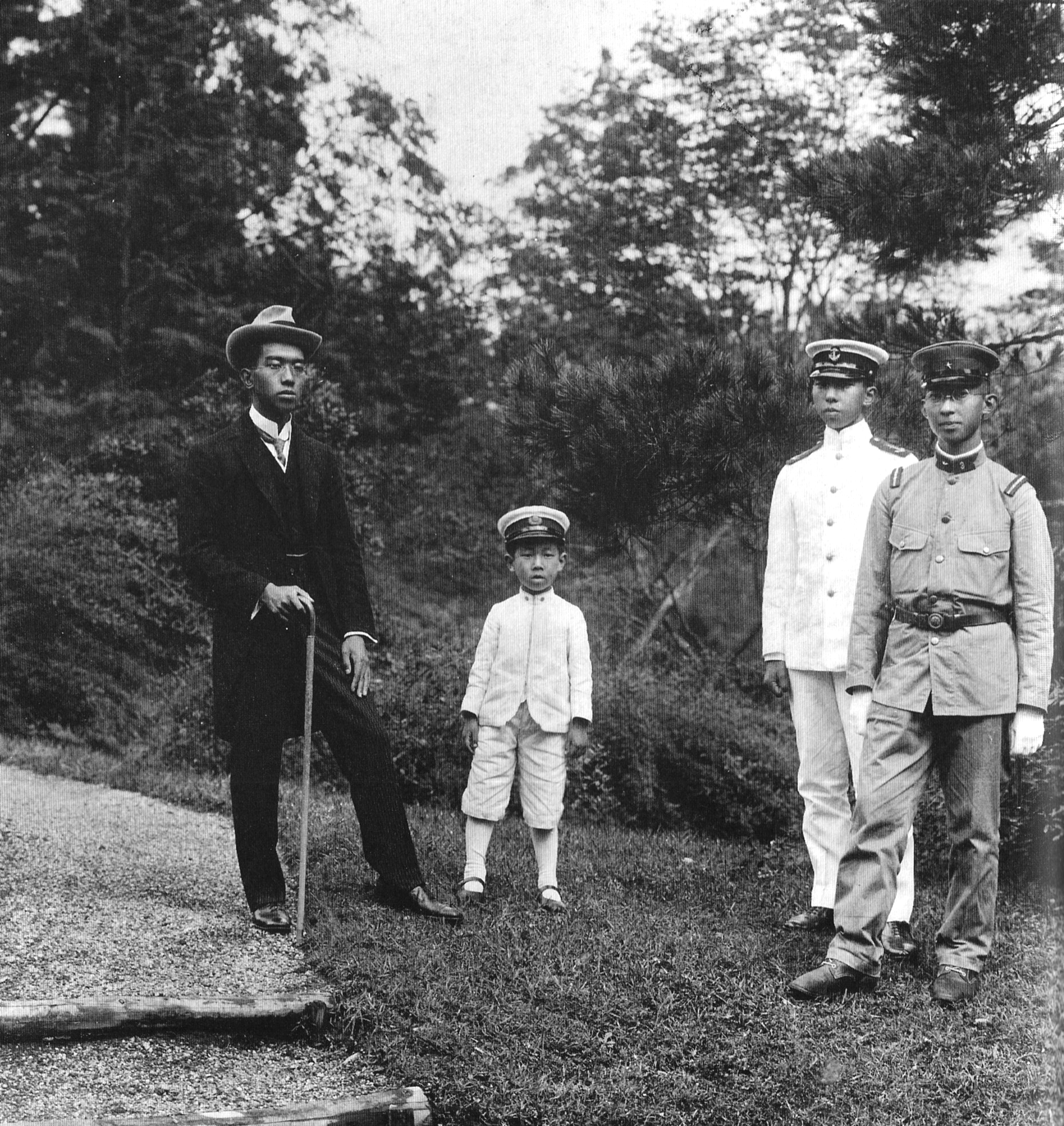
1921년(다이쇼 10년) 다이쇼 천황의 적남(嫡男) 4형제를 찍은 사진. 왼쪽부터 황태자 히로히토 친왕(裕仁親王, 훗날의 쇼와 천황), 스미노미야 다카히토 친왕, 미쓰노미야 노부히토 친왕(光宮宣仁親王, 훗날 다카마쓰노미야), 아쓰노미야 야스히토 친왕(淳宮雍仁親王, 훗날의 지치부노미야).

미카사노미야 다카히토 친왕은 그의 세 형(쇼와 천황, 지치부노미야 야스히토 친왕, 다카마쓰노미야 노부히토 친왕)과는 나이차도 많이 나는 넷째 아들이었기에(다이쇼 천황의 네 명의 황자 가운데 유일하게 다이쇼 시대에 태어난 황자이기도 하다), 황위 계승의 가능성도 낮았으므로 비교적 자유로운 입장에서 행동할 수 있었다.
1946년 5월 23일 귀족원 의원직을 사직하고 1947년 4월 도쿄 대학(東京大学) 문학부(文学部, 옛 도쿄제국대학)에 연구생으로 들어가, 역사학을 전공했다(전공은 오리엔트사). 1955년 도쿄 여자 대학(東京女子大学)에 강사로 취임해 강의 활동을 시작했고, 그밖에 아오야마 가쿠인 대학(青山学院大学), 센슈 대학(専修大学), 덴리 대학(天理大学), 다쿠쇼쿠 대학(拓殖大学) 등에서도 강의를 행했으며, 일본 오리엔트 학회의 회장을 지냈다.
1968년에는 미카사노미야 다카히토 친왕 자신이 번역한 《성서연대학》(聖書年代学, 원제: 잭 파인건 저 Handbook of Biblical chronology, 이와나미 서점)이 제4회 일본번역문화상을 수상하였다.
1979년, 이데미쓰 사조(出光佐三, 이데미쓰 흥산出光興産의 창립자)의 협력을 얻어 도쿄 도(東京都) 미타카시(三鷹市)에 중근동문화센터(中近東文化センター)를 설립하고 그 총재로 오랫동안 근무하였다. 또한 이데미쓰가 중심이 되어 추진한 후쿠오카현(福岡県) 무나카타시(宗像市)에 진좌(鎮座)한 무나가타 대사(宗像大社)의 신령(神領), 오키노시마 제사 유적(沖ノ島祭祀遺跡)에 대한 조사가 행해졌을 때에도 이에 입회하였다. 이때에 무나카타 대사 오키노쓰 궁(沖津宮)에게 친왕 자신이 전나무를 심기도 하였다. 2006년에는 센터의 도서실이 리뉴얼 오픈되었을 때 그 공적을 기념해서 도서실에 「미카사노미야 기념 도서관」(三笠宮記念図書館)이라는 이름이 붙여졌다. 이보다 앞서 1991년에는 프랑스의 「비문(碑文) ・ 문예 아카데미」의 외국인 회원으로 취임, 또한 1994년 6월에는 런던 대학 동양·아프리카 연구학원의 명예회원에 위촉되었다.
1950년대 후반부터 일본의 기원절(紀元節) 즉 진무 천황(神武天皇)의 즉위 기원에 토대하여 천황가의 부계 선조이기도 한 초대 천황인 진무 천황이 즉위한 서기 기원전 660년 2월 11일을 '일본 건국의 날'로 한 기념식을 부활시키려는 움직임이 구체화되자, 고고학자 및 역사학자로써의 입장에서 「진무 천황의 즉위는 신화이지 사실이 아니다」(神武天皇の即位は神話であり史実ではない)라며 「『신화』와 『사실』은 분리되어 연구되어야 한다」(『神話』と『史実』は切り離して研究されるべき)라고 강하게 비판했고, 황제(皇弟)라는 지위에 있으면서도 오히려 적극적으로 「기원절 부활 반대」를 주장하였다. 편저 『일본의 새벽』(日本のあけぼの)은 이때에 간행된 것이다.
때문에 미카사노미야 다카히토 친왕은 일본 우익들로부터 「빨갱이 왕자님」(赤い宮様)이라고 비난을 당하였다. 당시 옛 기원절 부활을 추진하던 사람들은 미카사노미야 다카히토 친왕을 강하게 비판하였고, 그 가운데서도 사토미 기시오(里見岸雄)나 노요리 히데이치(野依秀市)는 미카사노미야 다카히토 친왕을 「무책임하다」, 「비상식적이다」, 「좌익이다」라고 비판하면서 황족 신분을 떠날 것을 요구하는 저작을 공표하기도 하였다. 우익단체 구성원들이 미카사노미야 궁저를 에워싸고 미카사노미야 다카히토 친왕과 면회를 요구하는 사건이 벌어지기도 했다. 결과적으로 『기원절』이라는 원래의 명칭은 사용되지 않게 되었고, 단지 일본 국민의 축일 가운데 하나로써 「2월 11일을 건국기념의 날(建国記念の日)로 한다」는 것이 제정되었다.
아흔을 전후한 나이로 심장의 승모판에 이상이 보였으며 자주 승모판 폐쇄 부전으로 입원과 퇴원을 반복하였다.

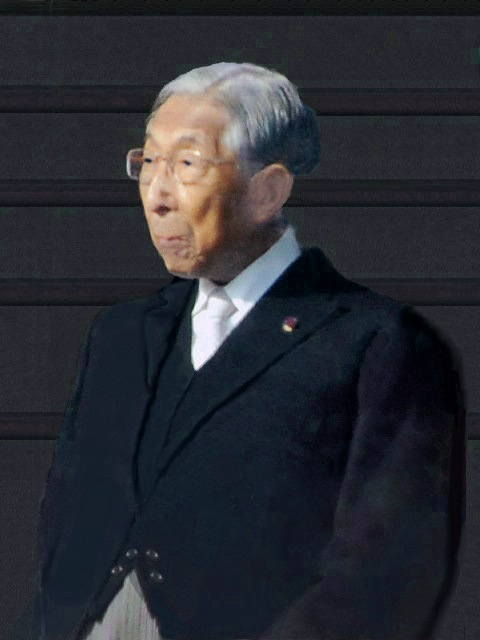
2012년 1월 2일 고쿄(皇居)에서 일반 참하 의식 당시 촬영된 미카사노미야 다카히토 친왕.

2012년 6월 14일에 장남 도모히토 친왕의 검장 의식(斂葬の儀, 장례식)에 출석하고 그 이듬날인 6월 15일에 건강이 악화되어 성 루카 국제병원(聖路加国際病院)에 입원하였다. 당초에는 과로에 의한 것으로 진단되었고 1주일 입원이 예정되어 있었으나, 승모판 폐쇄 부전으로 인해 심장 기능과 혈압이 저하되고, 거듭 울혈성 심부전으로 진단되었다. 7월 2일에는 집중 치료실에 입원, 7월 11일에는 가와조에 고헤이(川副浩平)에 의해 수술이 집도되었다. 그 뒤 다시금 집중 치료실에서 치료를 받아, 8월 31일에 퇴원하였다. 11월 21일에는 다카마도노미야 저택에서 행해진 셋째 아들 다카마도노미야 노리히토 친왕의 10주기 식년제령사제(式年祭霊舎祭)에 출석하였고, 퇴원 이후 처음으로 공식 석상에 모습을 드러냈다.
2014년 6월 17일에 행해진 둘째 아들 가쓰라노미야 요시히토 친왕의 검장 의식에서는 손녀인 도모히토 친왕의 큰딸 아키코 여왕(彬子女王)이 상주 대리를 맡았고, 아버지 미카사노미야 다카히토 친왕은 리어카에 타서 참례하고 배례하였다.
2015년 12월 2일, 기수(紀寿, 만 100세)를 맞이하였다. 동시에 확실하게 기록에 남은 황족으로써는 처음으로 100세를 맞이하였다.

### 사망
2016년 10월 27일 8시 34분 성 루카 국제병원에서 심부전으로 훙거(薨去)하였다. 향년 102세(만 100세). 황위 계승 서열은 5위였다.
11월 4일, 검장 의식(斂葬の儀, 장례식)가 도요시마오카 묘지(豊島岡墓地)에서 행해졌다. 상주는 유리코 비가 맡았으며, 사제장(司祭長)은 미카사노미야 다카히토 친왕 자신이 명예총재를 맡기도 했던 일본 터키 협회의 히가시소노 모토마사(東園基政) 상임이사가 맡았다. 당시 천황 부부는 「황족이라고 해도 자신보다 아랫사람의 장례식에는 참석하지 않는다」라는 황실의 관례에 따라 참석하지 않았고, 대신 사자로써 河相周夫 시종장(侍従長)을 배례시켰다. 고별식에 해당하는 장장 의식(葬場の儀)에는 6백 명이, 당일 거행된 일반 참배에는 1335명이 참배하였다. 오후, 신주쿠 구내(新宿区内)의 오치아이 화장장(落合斎場)에서 화장되어, 도요시마오카 묘지에 있는 도모히토 친왕, 요시히토 친왕, 노리히토 친왕의 무덤 옆에 묻혔다.

## 영전
- 1928년(쇼와 3년) 11월 10일 - 대례기념장(大礼記念章)[20]
- 1936년(쇼와 11년) 10월 1일 - 대훈위 국화대수장(大勲位菊花大綬章)[21]
- 1940년(쇼와 51년) 8월 15일 - 기원 2600년 축전기념장(紀元二千六百年祝典記念章)[22]

## 황족 의원으로써
1935년(쇼와 10년) 만 20세에 이르러 일본의 남성 황족으로써 일본 귀족원령(貴族院令)의 규정대로 자동적으로 일본 귀족원의 황족의원이 되었다. 황족의원이 되어 보통 선거를 거치지 않고 의원이 되었다. 위와 같이 군인으로도 활동하고 있어 군인의 정치적 관여를 바람직하지 않다고 하는 관례나, 황족 의원은 대부분 귀족원에 출석하지 않았기 때문에 실제 의원으로써의 활동은 거의 보이지 않는다. 1946년 5월 23일 귀족원 황족 의원을 사직하였다.
1946년 10월 29일, 추밀원 본회의(枢密院本会議)에서 일본국헌법(日本国憲法) 제정의 체결이 이루어졌을 때, 일본국헌법을 두고 「GHQ에 의한 맥아더 헌법이지 일본인의 손에 의한 것이 아니다.」(GHQによるマッカーサー憲法であり、日本人の手によるものではない)라 하여 체결에 기권하였다. 한편으로 일본국헌법 제9조의 비무장 중립 조항(일명 평화헌법)에 대해서는 지지하였다.
또한 소재가 명확하고 생존해 있던 마지막 귀족원의원을 지낸 경력자였다.

## 인물
- 어린 시절부터 문학에 재능을 인정받아 「동요 왕자님」(童謡の宮さま)이라고 불렸다. 다이쇼 시대의 시 작품으로는 작곡가·모토오리 나가요(本居長世)에 의해 곡이 붙어 모토오리 미도리코(本居みどり子) ・ 기미코(喜美子) 자매가 부른 레코드도 닛폰혼(일본 콜롬비아)에서 발매되었다. 또한 동곡(童曲)으로써 미야기 미치오(宮城道雄)가 곡을 붙인 것도 존재하여 레코드화되었다.[주석 3]
- 하이쿠(俳句)를 호시도 다테코(星野立子)에게 배워서 1957년 유리코 비와 함께 『하이쿠집 첫눈』(句集 初雪, 신주사新樹社、저자 이름은 미카사노미야 와카스기三笠宮若杉 ・ 유카리ゆかり로)을, 2012년에는 결혼 70주년을 맞아 다카하 슈교(鷹羽狩行)의 권유로 『하이쿠집 저녁 무지개』(句集 夕虹)를 가도카와 서점(角川書店)에서 출판하였다.[25]
- 일본 레크리에이션 협회(日本レクリエーション協会) 총재로써 『레크리에이션 수상록』(レクリエーション随想録, 비매품, 1998년）을 내기도 하였다.
- 고대 오리엔트사, 특히 아나톨리아 고고학을 전문으로 하는 역사학자로써도 알려져, 오랫동안 도쿄여자대학, 拓殖大学 등에서 고대 오리엔트사를 강의하였고, 「강사 왕자님」(宮さま講師)으로 통칭되었으며, 1968년에는 잭 파인건의 『성서연대학』(이와나미 서점)의 번역으로 제4회 일본번역문화상을 수상하기도 하였다. 사단법인 일본 오리엔트학회(日本オリエント学会) 설립과 관련해 학회의 회장을 맡았다. 본 학회는 미카사노미야 오리엔트 학술상(三笠宮オリエント学術賞)이 창설되었다. 그밖에 오카야마 시립 오리엔트 미술관(岡山市立オリエント美術館)의 명예고문 등도 맡았다.[주석 4]
- 재단법인 중근동문화센터(도쿄 도 미타카 시 소재)의 설립에도 힘을 쏟았다. 또한 본 센터의 총재로써 터키 공화국에서 카만 카레휘위크(Kaman Kalehöyük) 유적의 발굴 조사를 추진하였고, 근년에는 현지에 있어 상설 기관 아나톨리아 고고학 연구소의 건립에 나서고 있었다. 다시 말해 본 센터와 가까운 곳에 미카사노미야 다카히토 친왕의 형인 다카마쓰노미야 노부히토 친왕(高松宮宣仁親王)이 설립준비위원회의 명예총재를 맡은 국제기독교대학(ICU)이 있었고, 다카히토 친왕 자신에게는 큰조카에 해당하는 황사(皇嗣) 아키시노노미야 후미히토 친왕·친왕비 기코 부처의 장녀 마코 내친왕과 차녀 가코 내친왕 자매가 졸업하였다.
- 육군 시대에 지나파견군으로 재적하고 있었던 관계로 중국과의 국교 회복 전야에는 중국의 초청을 받았다. 어학에도 뛰어나서 유창한 중국어 ・ 히브리어를 구사할 수 있었다. 학술 관계의 공무로 다른 황족들과 동석하는 기회도 많았다.
- 『東方学回想 VIII 学問の思い出〈3〉』（刀水書房、2000年）에서, 모리 마사오(護雅夫)·나카네 지에(中根千枝) 등 다섯 명과의 좌담회에서 당시를 회상하였다.[주석 5]
- 공산권 국가인 소련과 중국에 대한 비유인 철의 장막과 죽의 장막에 빗대어 「국화의 장막」(菊のカーテン)이라는 말을 처음으로 사용하였다고 알려져 있다.[26]
- 사적으로는 여행임에도 불구하고 자신이 황자라는 이유로 지나치게 정중하고 의례적인 대접을 받는 바람에 외출을 기피하게 된 것을 들어 「공사 구별을 명확하게 하는 대응을 희망한다」(公私の区別を明確にした対応を希望する)고 술회하기도 하였다.[27]
- 패전 뒤의 심경으로 「부자연스럽기 짝이 없는 황실 제도」(不自然きわまる皇室制度), 「『창살 없는 감옥』으로부터 해방되었다」(『格子なき牢獄』から解放された)라며 「생활환경이 격변했다」(生活環境が激変した)라고 술회하였다. 관련 에피소드로 서른이 되어 혼자서 아무에게도 들키지 않고 거리를 돌아다닌 일을 들고 있다.[28]
- 앞에서 서술한 바와 같이 공사를 막론하고 황족으로써 특별취급을 받는 것에 대해 강한 불만을 가지고 있었는데, 일본 제국 육군에 있어서는 일반 장병들과 전원이 동등한 우대를 받는 것에 기뻐하였고, 주번 근무(주번 사관) 때에도 자유로운 군대 생활을 특별히 기뻐하였다고 한다.
- 미카사노미야는 특별히 자유로운 군대 생활을 보내고 있던 기병 제15연대 시대를 그리워했으며, 패전 뒤에 「전우회」인 『기병제15연대장교단회』(騎兵第15連隊将校団会)의 명예회장을 맡았고, 본 회의가 2010년에 해산될 때까지 총회 및 간친회(懇親会)에 유리코 비와 함께 참석하였다. 또한 기병제15연대 자체의 전우회인 『습지야삼립회』(習志野三笠会)의 「미카사」(三笠)는 미카사노미야에게서 따온 것이다.
- 태평양전쟁에 대해서는 「1943년 1월, 저는 지나 파견군 참모로 보충되어 난징의 총사령부에 부임했다. 그리고 1년간 근무했다. 그 동안 저는 일본군의 잔인함에 대해 알게 되었다」(1943年1月、私は支那派遣軍参謀に補せられ、南京の総司令部に赴任しました。そして1年間在勤しました。その間に私は日本軍の残虐行為を知らされました)[29]「성전이라는 명분이 사실과는 거리가 멀었기 때문에, 그리고 그 실상은 정의로운 싸움이 아니었기 때문에 더욱 표면적으로 성전을 강조할 수밖에 없었던 것 아니냐는 것이다.」(聖戦という大義名分が、事実とはおよそかけ離れたものであったからこそ、そして、内容が正義の戦いでなかったからこそ、いっそう表面的には聖戦を強調せざるを得なかったのではないかということである)「이로써 성전에 대한 믿음을 완전히 상실한 필자로서는 바라는 것은 평화뿐이었다」(こうして聖戦に対する信念を完全に喪失した私としては、求めるものはただ和平のみとなった)[30]라고 술회하고 있다.
- 1971년에 이란의 아케메네스 조 건국 2500주년을 축하하여 열린 이란 건국 2500년 제전에 유리코 비와 함께 일본을 대표해 출석하였다.
- 1998년에는 장쩌민 중화인민공화국 주석을 만나 난징 대학살을 비롯한 일본의 중국 불법 침략 행위에 대하여 사과와 애도의 뜻을 비쳤고[31], 2004년에는 라디오 방송에 출연하여 간토 대지진 직후 일어난 재일 조선인 학살 사건에 대하여 "잊어서는 안 되는 사실로 재평가가 필요하다"고 발언했다.[32]

## 가족
| 미카사노미야 다카히토 친왕 | 아버지: 다이쇼 천황   | 조부: 메이지 천황             | 증조부: 고메이 천황                 |
| 미카사노미야 다카히토 친왕 | 아버지: 다이쇼 천황   | 조부: 메이지 천황             | 증조모: 나카야마 요시코             |
| 미카사노미야 다카히토 친왕 | 아버지: 다이쇼 천황   | 조모: 야나기와라 나루코       | 진외증조부: 야나기와라 미쓰나루     |
| 미카사노미야 다카히토 친왕 | 아버지: 다이쇼 천황   | 조모: 야나기와라 나루코       | 진외증조모: 하세가와 우타노         |
| 미카사노미야 다카히토 친왕 | 어머니: 데이메이 황후 | 외조부: 구조 미치타카         | 외증조부: 구조 히사타다             |
| 미카사노미야 다카히토 친왕 | 어머니: 데이메이 황후 | 외조부: 구조 미치타카         | 외증조모: 가라하시 쓰네코(唐橋経子) |
| 미카사노미야 다카히토 친왕 | 어머니: 데이메이 황후 | 외조모: 노마 이쿠코(野間幾子) | 외외증조부: 노마 요리오키(野間頼興) |
| 미카사노미야 다카히토 친왕 | 어머니: 데이메이 황후 | 외조모: 노마 이쿠코(野間幾子) | 외외증조모: 야모쿠시 가이리         |

- 큰형:미치노미야 히로히토(1901~1989), 쇼와 천황(1926~1989). 아버지 다이쇼 천황의 죽음으로 황위 계승.
- 둘째형:지치부노미야 야스히토 (1902~1953), 차남.
- 셋째형:다카마쓰노미야 노부히토(1905~1987), 삼남. 어릴 적 칭호는 데루노미야. 도쿠가와 기쿠코와 결혼하였으나 자녀를 두지 못하였다.

## 자녀
| 사진 | 이름                         | 생일                   | 사망                   | 기타                                     |
| ---- | ---------------------------- | ---------------------- | ---------------------- | ---------------------------------------- |
|      | 고노에 야스코                | 1944년 4월 26일(80세)  | 생존                   | 고노에 다다테루와 결혼. 슬하 1남.        |
|      | 도모히토 친왕                | 1946년 1월 5일         | 2012년 6월 6일(66세)   | 도모히토 친왕비 노부코와 결혼, 슬하 2녀  |
|      | 가쓰라노미야 요시히토 친왕   | 1948년 2월 11일        | 2014년 6월 8일(66세)   | 평생 독신, 자녀 없음.                    |
|      | 센 마사코                    | 1951년 10월 23일(73세) | 생존                   | 센 소시쓰와 결혼. 슬하 1남 2녀.          |
|      | 다카마도노미야 노리히토 친왕 | 1954년 12월 29일       | 2002년 11월 21일(47세) | 노리히토 친왕비 히사코와 결혼, 슬하 3녀. |

두 형 지치부노미야(秩父宮)와 다카마쓰노미야(高松宮)는 자녀를 두지 못한 채로 세상을 떠난 것에 반해, 미카사노미야는 맏형 쇼와 천황(2남 5녀)과 마찬가지로 많은 자녀를 두었다. 하지만 패전 뒤에 발족이 늦었던 미카사노미야 가는 지치부노미야 ・ 다카마쓰노미야보다도 자산이 윤택하지 못했기 때문에 많은 자녀들을 부양하기 힘이 들었고, 황족으로써의 격식을 보전하는 데에도 어려움을 겪었다.
다섯 자녀의 이름의 첫 글자에는 모두 한자부수 갓머리(宀)가 붙어 있다.
미카사노미야의 자손은 여성이 비교적 많다. 다른 집안으로 시집가 민간인이 된 두 사람의 황족 외의 딸이 낳은 손자는 네 명 가운데 세 명이 남성인데, 세 친왕 가운데 혼인한 두 명과 각 친왕비와의 사이에서 태어난 다섯 자녀는 모두 딸이었고, 남성은 한 명도 태어나지 않았으며, 황족 신분을 보유하고 있는 자는 여성 뿐으로, 일본의 현행 황실전범 제도에서 미카사노미야 가문을 이을 자격이 있는 아들은 없다. 그런 가운데 셋째 아들인 다카마도노미야 노리히토 친왕이 2002년에 심실 세동에 의한 급성 심부전으로 서거하고, 오랫동안 암 투병을 해오던 첫째 아들 도모히토 친왕도 2012년에 다장기부전으로 서거하였으며, 둘째 아들 가쓰라노미야 요시히토 친왕마저 2014년에 급성 심부전으로 서거하면서 미카사노미야의 세 아들 모두 아버지보다 앞서 불행하게도 세상을 떠났다. 그리고 미카사노미야 다카히토 친왕 자신도 2016년 세상을 떠나고, 부인 유리코 비가 미카사노미야 집안의 당주가 되었다.
미카사노미야 다카히토 친왕의 서거 시점에서 손자녀가 아홉 명(이 가운데 황족 여성이 세 명이고 혼인으로 황적을 이탈한 여성이 두 명이다), 증손자가 세 명이 있었다(세 명 모두 손자 가운데 연장자였던 고노에 다다히로近衞忠大의 아들들이다).

## 일화
- 나니와부시(浪花節)를 좋아하여 전쟁 전에 미카사노미야 궁저에는 수백 그루에 달하는 나니와부시 SP레코드를 소장하고 있었다. 이 컬렉션들은 공습으로 소실되었다.
- 중일전쟁 당시 진주처에서 사태가 해결되지 못하고 있는 이유에 대해 전원(거의 200명)에게 자유 기술로 답안을 쓰게 한 뒤, 「일본인이 진정 일본인답게 행동하지 못하고 있기 때문」(日本人が真の日本人たり得ていないから)이라고 답한 한 사람만을 급제 판정하였다. 「이 말 그대로다. 황군이 그 이름에 반하는 행위(폭행, 약탈 등)를 하고 있다, 이래서는 현지 주민들로부터 존경을 받을 리가 없다. 지금의 황군에 필요한 것은 장비도 계획도 아닌, '반성'이다. 스스로를 돌아보고 스스로를 삼가고, 일거수일투족이 성려(聖慮)에 반하지 않는지를 스스로에게 물어볼 것」(そのとおりだ。皇軍がその名に反する行為をしている、これでは現地民から尊敬などされるわけがない。今の皇軍に必要なのは装備でも計画でもない、“反省”だ。自らを顧み、自らを慎み、一挙一動が大御心に反していないかを自身に問うこと)라고 부하들에게 질차하였다. 이때 죽 늘어앉아 있던 일본군 장교 일동은 모두 미카사노미야의 질책에 한 마디도 하지 못하였다고 한다.[주석 6] 패전 뒤에는 저서 『고대 오리엔트사와 나』(古代オリエント史と私)의 글 속에서, 중일전쟁 때에 벌어졌던 난징대학살에 대한 인터뷰를 받고 포로 학살에 관해 서술하고 있다.

最近の新聞などで議論されているのを見ますと、なんだか人数のことが問題になっているような気がします。辞典には、虐殺とはむごたらしく殺すことと書いてあります。つまり、人数は関係ありません。私が戦地で強いショックを受けたのは、ある青年将校から「新兵教育には、生きている捕虜を目標にして銃剣術の練習をするのがいちばんよい。それで根性ができる」という話を聞いた時でした。それ以来、陸軍士官学校で受けた教育とは一体何だったのかという懐疑に駆られました。また、南京の総司令部では、満州にいた日本の部隊の実写映画を見ました。それには、広い野原に中国人の捕虜が、たぶん杭にくくりつけられており、また、そこに毒ガスが放射されたり、毒ガス弾が発射されたりしていました。ほんとうに目を覆いたくなる場面でした。これこそ虐殺以外の何ものでもないでしょう。しかし、日本軍が昔からこんなだったのではありません。北京駐屯の岡村寧次大将などは、その前から軍紀、軍律の乱れを心配され、四悪（強姦、略奪、放火、殺人）厳禁ということを言われていました。私も北京に行って、直接聞いたことがあります。
최근의 일본의 신문 등에서 의론하고 있는 것을 보면 왠지 인원수가 문제가 되고 있는 것 같은 생각이 듭니다. 사전에는 학살은 무자비하게 죽이는 것이라고 쓰여 있습니다. 즉, 인원수는 관계가 없습니다. 제가 전쟁터에서 큰 충격을 받은 것은 어느 청년 장교로부터 「신병교육에는 살아 있는 포로를 목표로 총검술 연습을 하는 것이 가장 좋다. 그러면 근성이 생긴다」라는 이야기를 들은 때였습니다. 그 이후 일본의 육군사관학교에서 받은 교육이란 과연 무엇이었을까 하는 회의가 들었습니다. 또한 난징의 총사령부에서는 만주(満州)에 있던 일본의 부대의 실사영화를 보았습니다. 거기에는 넓은 들판에 중국인 포로가 아마 말뚝에 묶여 있고, 또 거기에 독가스가 방사되거나 독가스탄이 발사되거나 하고 있었습니다. 정말 눈을 가리고 싶은 장면이었어요. 이것이야말로 학살, 그밖에 아무 것도 아닐 것입니다. 하지만, 일본군이 옛날부터 이랬던 건 아닙니다. 베이징(北京)에 주둔하던 오카무라 레이지(岡村寧次) 대장 등은 그 전부터 군기, 군율의 어지러움을 걱정하고 사악(四悪, 강간, 약탈, 방화, 살인) 엄금할 것을 명하게 했습니다. 저도 북경에 가서 직접 들은 적이 있어요.— — 「THIS IS 読売」 1994년 8월호  「闇に葬られた皇室の軍部批判」에서,  청자는 中野邦観 ・ 요미우리 신문(読売新聞) 조사연구본부(調査研究本部) 주임연구원

- 「거짓을 말하는 자가 애국자로 칭송되고, 진실을 말하는 자를 매국노로 매도하는 세상을, 나는 경험해 왔다.」(偽りを述べる者が愛国者とたたえられ、真実を語る者が売国奴と罵られた世の中を、私は経験してきた)라고 스스로가 살았던 시대를 술회하고 있다.[34]
- 《도다이 신문》(東大新聞)에 「천황은 국가 최고의 공복(公僕)이므로, 오히려 폐하께서 목소리를 내시어 『국민 만세』(国民万歳)를 외치는 것이 좋을 것이다」(天皇は国家最高の公僕なのだから、むしろ陛下に御発声願って、『国民万歳』を唱えるようなことがあってよい)라고 쓰기도 했다.[35]
- 《문예춘추》(文藝春秋) 1951년 12월호에서 영국인 여성과의 대담에서 「천황에 대한 경례는 강제해야 할 것이 아니라 각자의 판단대로 하면 된다. 고개를 숙여도 되고, 손을 흔들어도 되고, 아니면 모른 척 하거나, 최악의 경우에는 『아칸베』(赤んべえ)[주석 7]를 하더라도 전혀 개의치 않는다」(天皇への敬礼は強制さるべきではなく、各人の判断のままでよい。頭を下げる人、手を振る人、あるいは知らん顔をしたり、最悪の場合には『赤んべえ』をしていても、ちっとも構いません)고 발언했다.[36] 그 직후 쇼와 천황의 교토 대학(京都大学) 순행에서 교다이 천황 사건(京大天皇事件)이 발생했고 학생들은 즉시 「아칸베」로 쇼와 천황을 맞이했으며 궁내청은 이에 낭패하였다고 한다.[36]
- 맏형인 쇼와 천황에게 「마땅한 예를 갖추는 것, 황태자와의 신분 차이 등에 대해서 충분히 이해하고 있다.」(然るべき礼を尽くすこと、皇太子との身分差などについて十分理解している)라고 말했다고 한다.
- 중일 국교 회복 전인 1970년대 전반에는 결국 실현되지는 않았지만 중국 방문이 타진되기도 하였다.
- 장쩌민(江沢民)의 회고록에는 1998년에 그가 일본을 방문했을 때 궁중 만찬회에 동석해서 「『지금까지도 양심의 가책을 느끼고 있다. 중국 사람들에게 사과하고 싶다』고 발언했다」(『今に至るまでなお深く気がとがめている。中国の人々に謝罪したい』と発言した)라고 기술하였다.[37][24]
- 패전으로부터 얼마 되지 않은 시점에서 브라질로 이주한 일본인들 사이에 일본의 항복을 인정하는 「마케구미」(負け組)와 그것을 인정하지 않는 「카치구미」(勝ち組)로 나뉘어 항쟁 문제로까지 발전했다. 일본인 이민 50주년 기념제를 열 때에도 카치구미는 비협력적이었는데, (쇼와 천황의 막내동생인) 황족인 미카사노미야가 식전에 출석한다고 알려지자 사태는 일변했고, 양측의 협력체제가 이루어져서 이후 화해로 이어졌다고 한다.

### 내용
1. ↑  신적강하 이후에 100세를 맞은 옛 황족(예: 東久邇稔彦、東伏見慈洽)을 제외한 경우이다.
2. ↑  기권자는 미카사노미야 다카히토 친왕을 포함 2명으로, 다른 한 명은 대일본제국헌법(大日本帝国憲法)을 지지하는 입장에서 일본국헌법의 제정을 반대하고 있던 미노베 다쓰키치(美濃部達吉).
3. ↑   国立国会図書館デジタルコレクション(일본어)에서 「스미노미야 전하」(澄宮殿下)로 검색하여 확인할 수 있다.
4. ↑  일본 오리엔트 학회 편 『오리엔트학 논집 미카사노미야 환력 기념』(オリエント学論集 三笠宮殿下還暦記念, 고단샤, 1975년)과 『오리엔트학 논집 미카사노미야 전하 고희 기념』(オリエント学論集 三笠宮殿下古稀記念, 쇼가쿠칸, 1985년)이, 대저(大著)로 『미카사노미야 전하 미수 기념 논집』(三笠宮殿下米壽記念論集, 刀水書房、2004년)이 간행되었다.
5. ↑  본서는 비매품으로 작가 진순신(陳舜臣)과의 대담인 『歴史清談 古代オリエント/中国日本東北』（河北新報社、1987年）이 있다.
6. ↑  ^ 小川哲雄『日中戦争秘話』、原書房。小川는 당시 육군 장교, 훗날 왕조명(汪兆銘) 정권에서 군사고문 겸 경제고문 보좌관을 맡았다. 본서는 천궁보(陳公博)의 망명에 대동했을 때의 회상록이다.
7. ↑  상대를 향해 아래쪽 눈꺼풀을 끌어내리고 붉은 부분을 드러내면서 모멸의 뜻을 나타내는 신체 표현. 대부분의 경우 혀를 내미는 것과 더불어 때로는 혀를 내미는 것 자체를 지칭하기도 한다.